# Francesco Antonio Zaccaria

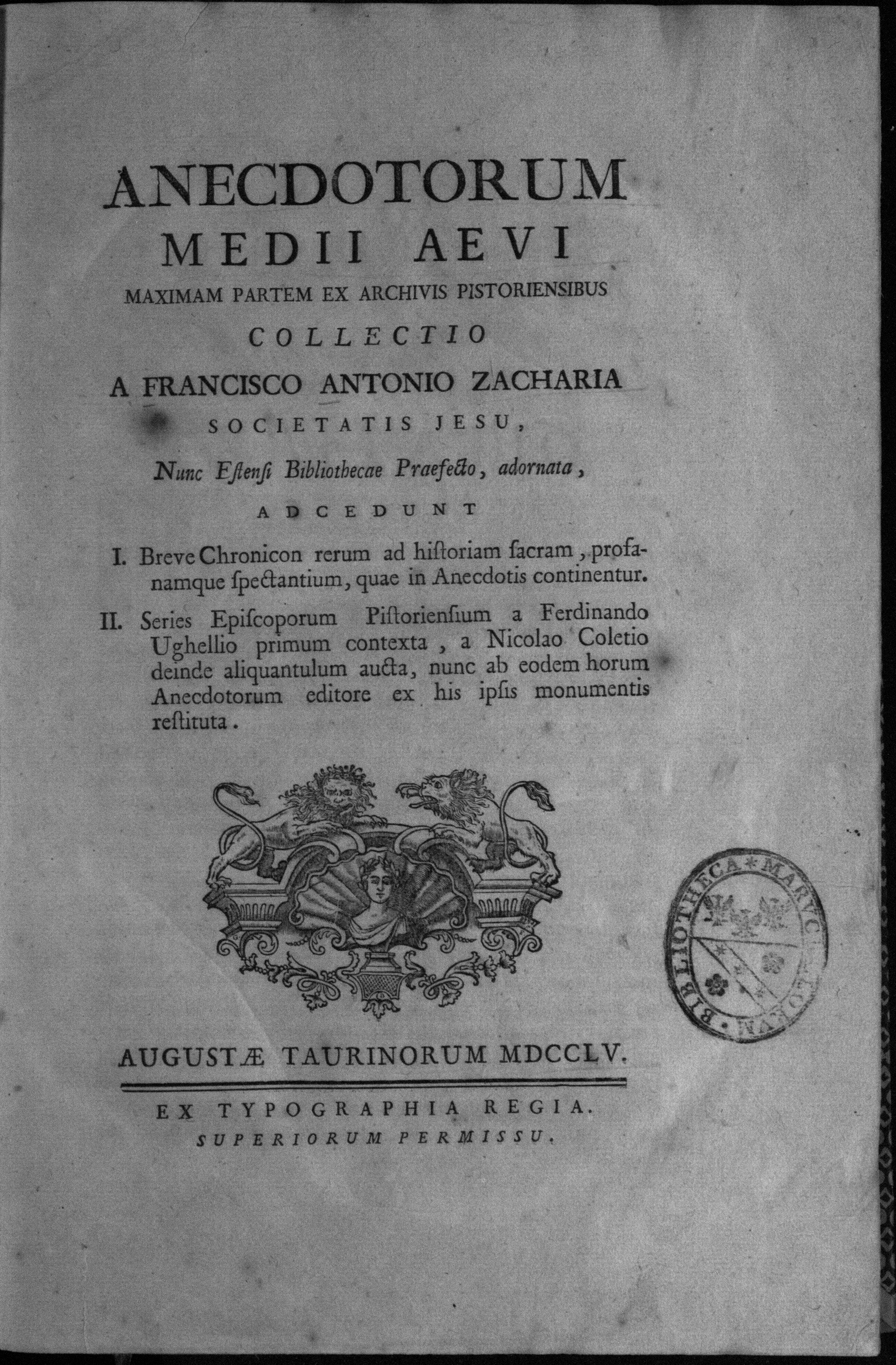
Anecdotorum Medii Aevi

Francesco Antonio Zaccaria (Venècia, 1714 - Roma, 1795) fou un historiador italià, jesuïta. Va deixar un gran nombre de manuscrits i impreses més de cent obres entre els quals destaca una Història d'Itàlia en 14 volums publicada a Mòdena el 1751-1757.